# والنتینا تاراکانوا
والنتینا تاراکانوا (انگلیسی: Valentyna Tarakanova؛ زادهٔ ۲۸ مهٔ ۱۹۹۶) بازیکن فوتبال است.
وی همچنین در تیم ملی فوتبال زنان اوکراین بازی کرده‌است.